# Луговое (Полтавская область)
Луговое (укр. Лугове) — село, Белоцерковский сельский совет, Великобагачанский район, Полтавская область, Украина.
Код КОАТУУ — 5320281210. Население по переписи 2001 года составляло 131 человек.

## Географическое положение
Село Луговое находится на левом берегу реки Псёл, выше по течению на расстоянии в 2 км расположено село Байрак, ниже по течению на расстоянии в 1 км расположено село Белоцерковка, на противоположном берегу — село Дзюбовщина. К селу примыкает лесной массив.

## Экономика
- Молочно-товарная ферма.